# 茶墊

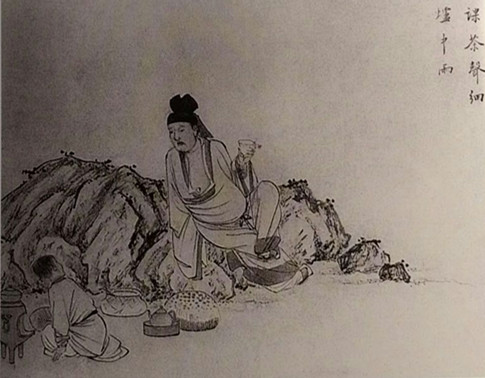
清 蕭晨 課茶圖，現藏北京故宮博物院。可見左下角的茶壺與茶墊

茶垫，亦名壺承、壺墊、茶船、壺托、壶托兒，泡茶器之一，用以盛置茶壺，承接溢撒之湯水。或深或淺，多盤、碗狀，也有雙層款式。可供代替的相似茶器包括茶盤和茶洗等。

## 形制

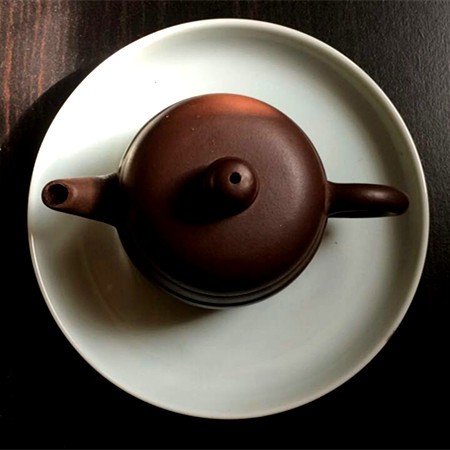
青瓷盤充當的壺承，上有紫砂壺

茶墊，多似盤、盂、碗狀。或有雙層，上層置茶壺，有孔竅使湯水排入底部，狀如茶洗。也有中央高而四周低者，亦是使湯水流至底處，保持茶壺的乾爽。多是陶瓷器或金屬器。
一九八〇年代台灣興起乾泡法，茶人爲講究席面乾爽不再淋壺，故使用較淺的碟子，或是木塊、瓦片等各種材料作為茶墊，以突出茶壺的美感，增加茶席的藝術性。壺承一詞，便是由台灣茶藝館紫藤廬命名。

## 用途
承接淋壺的湯水、承接從茶壺中濺出的湯水。潮汕工夫茶以沸水沖淋茶壺以激發香氣、增高壺溫，茶墊可以承接淋壺的水，不致潑灑於席面。台灣的乾泡法較少淋壺，無需承托太多湯水，故選用淺盤。亦防止高溫的茶壺和湯水損壞桌面。
增加美感，襯托茶壺的造型。茶墊是茶席設計中的重要一環。
保持茶壺溫度。介紹工夫茶的《潮州茶經》中認為茶墊宜夏淺冬深，冬日用“可容多湯，俾勿易冷”。

## 外部連結
- 壶承 干泡茶席的必备品 （页面存档备份，存于）（简体中文）
- 工夫茶
- 台灣茶文化